# Валтер Денкерт
Валтер Денкерт (на немски: Walter Denkert) е германски офицер, служил по време на Първата и Втората световна война.

## Биография

#### Ранен живот и Първата световна война (1914 – 1918)
Валтер Денкерт е роден на 23 февруари 1897 г. в Кил, Германска империя. През август 1914 г. се присъединява към армията като доброволец и участва в Първата световна война. След известен период като подофицер, през 1915 г. е произведен в лейтенант от резерва.

##### Междувоенен период
След края на войната постъпва в полицията. През 1935 г. се записва отново в армията със звание майор.

#### Втора световна война (1939 – 1945)
В началото на Втората световна война, вече със звание подполковник командва пехотен батальон. В началото на 1942 г. поема командването на 8-и пехотен полк. На 12 март 1944 г. поема командването на 6-а танкова дивизия, а на 28 март същата година на 19-а танкова дивизия. На 16 юни 1944 г. е изпратен в резерва. Последното му назначение е като командир на 3-та танково-гренадирска дивизия, която поема на 3 октомври 1944 г.

#### Пленяване и смърт
Пленен е на 8 май 1945 г. и е освободен през 1947 г. Умира на 9 юли 1982 г. в Кил, Германия.

## Военна декорация
| - Германски орден „Железен кръст“ (1914) – II (1914) и I степен (1914) - Германска „Значка за раняване“ (1918) – черна (?) - Германски орден „За служба във Вермахт“ – IV и I степен (?) - Сребърни пластинки към ордена Железен кръст (?) – II (?) и I степен (?) - Германски медал „За зимна кампания на изтока 1941/42 г.“ | - Германска „Пехотна щурмова значка“ (?) - Орден „Германски кръст“ (1945) – златен (8 март 1945) - Рицарски кръст (14 май 1944) - Упоменат в ежедневния доклад на Вермахтберихт (26 ноември 1944) |